# Gutto
Gutto (Luanda, Angola - 10 de novembro de 1972), anteriormente conhecido como Bantú, é um cantor e rapper português nascido em Angola, imortalizado pelos sucessivos duetos com o célebre rapper Boss AC,  pelos êxitos do grupo Black Company e por ser provavelmente o primeiro artista português a editar um álbum R&B.

## Carreira
Augusto Armada nasceu em Luanda, Angola e residiu toda a sua vida na margem Sul de Lisboa. Emigrou com os pais para Portugal ainda com 2 anos de idade. 

### Black Company
Aos 18 anos, frequentava a Universidade de Direito quando conheceu os Black Company, um grupo de rap. Começou por escrever letras, mas acabou depois por integrar o grupo.
Juntamente com os rappers Bambino, Makkas e DJ KGB, e sob o nome de Bantú, Gutto aderiu ao grupo Black Company. 

### Rapública
O grupo foi um dos integrantes  da colectânea "Rapública", ao lado de Boss AC, Zona Dread, Líderes da nova mensagem, Family, New Tribe e Funky D. No disco estavam incluídos o tema "Pshyca Style" e o tema "Nadar", aquele que foi o primeiro êxito de hip-hop português.
No ano seguinte, o grupo lançou o álbum "Geração Rasca", sendo o seu tema principal "Abreu". O álbum seguinte, "Filhos da Rua", lançado em 1998, marcou o fim do grupo. Verifica-se então uma opção de Gutto de mudança do Rap para o R&B.

### No Stress
No ano de 1998, Gutto juntou-se a Boss AC para formar a "No Stress", uma produtora de hip-hop que se viria a tornar uma das melhores e mais reconhecidas no mercado português. Gutto participou no álbum "Rimar Contra a Maré", de Boss AC, no tema "Quieres Dinero" e no tema "Lena (a Culpa Não É Tua)", tema esse que integrou na banda sonora do filme espanhol "Lena". Gutto voltaria a colaborar num álbum de AC, "Ritmo, Amor e Palavras", no tema "Sentir Tão Bem". Vários foram os artistas, das mais diversas nacionalidades, produzidos pela dupla "Tom&Jerry", que, pelo seu sucesso, levaram a que a produtora fosse considerada a melhor produtora de Hip-Hop / R&B portuguesa da sua época.

### O primeiro disco a solo
Em 2002, Gutto estreou-se a solo com o álbum "Private Show", dedicando-se ao R&B, mas sem nunca abandonar a sua paixão pelo Hip-Hop. Desse álbum salientam-se os temas "Debaixo dos Lençóis", "Hey (a Noite É Aqui)" e "Eu Imaginei", ambos com a participação de Boss AC. "Debaixo dos Lençóis" foi o tema mais conhecido do álbum, e para o qual se fez um videoclipe. "Private Show" é, provavelmente, o primeiro Albúm de R&B cantado em português a ser editado.

### Chokolate
Em 2005, Gutto editou o seu 2º álbum «Chokolate». É deste disco o tema «Só Quero Dançar», êxito nas tabelas, com um teledisco muito reproduzido.

### Terceiro álbum
Em 2007, Gutto regressou com «Corpo e Alma», no qual se destaca o tema «Deixa Ferver», que chegou ao número 5 da hit-list de Portugal da MTV.

### Regresso dos Black Company
Em 2008, Gutto colaborou com as Just Girls, no tema "O Jogo (Já Começou)". Essa colaboração valeu a Gutto a sua estreia no festival Rock In Rio.
É nesse mesmo ano que os Black Company se voltam a juntar e gravam um novo disco. O primeiro single, " Só Malucos", é uma colaboração com Adelaide Ferreira e consegue a fusão perfeita entre o Tango e o Fado, baseando-se no tema " Libertango", de Astor Piazzola.

### Gutto a solo em 2013
Gutto regressa a Angola, e estabelece uma parceria com a produtora Home Family , estabelecendo-se com produtor musical e Director artístico da referida produtora.
Entretanto prepara o lançamento do seu 4º Albúm a solo ,um CD Duplo que terá a participação confirmada de nomes como Kid Mc, Wesa, Boss Ac, Bambino, Vivi , entre outros.

### O Formador e Coach
Paralelamente a sua carreira musical, Augusto Armada tem um longo percurso na área da formação profissional, com inicio em 1998, tendo constituido uma empresa de consultoria jurídica, coaching e formação ( César Lando SU Lda.). Como formador Colaborou com entidades como o Centro Cultural de Belém, o Ministério da Cultura de Portugal, o Instituto Português da Juventude, a Associação Sons da Lusofonia e várias Autarquias. Já em Angola deu formação na área comportamental e coaching executivo a empresas como Unitel, Banco Standart, Banco BCI, Sonils, Caixa Geral Angola, Quality, Let´s Talk Group, Nox Angola, Grupo Boa Vida, ENI, Movicel, DSTV e Repsol, entre outras...

## Discografia
- Private show - Urbanna - 2002
- Chokolate - Urbanna - 2003
- Corpo e Alma - Farol - 2007